# Kisses on the Bottom
| Recensione          | Giudizio |
| ------------------- | -------- |
| AllMusic            | [ 4 ]    |
| The A.V. Club       | C+       |
| Chicago Tribune     | [ 6 ]    |
| The Daily Telegraph | [ 7 ]    |
| The Guardian        | [ 8 ]    |
| The Independent     | [ 9 ]    |
| Mojo                | [ 10 ]   |
| PopMatters          | [ 11 ]   |
| Rolling Stone       | [ 12 ]   |
| Spin                | [ 13 ]   |
| Ondarock            | 7/10     |

Kisses on the Bottom è un album, prevalentemente di cover, di Paul McCartney, pubblicato il 6 febbraio 2012 e successivo all'album di musica classica Ocean's Kingdom, del 2011.

## Il disco

### Origine e storia
Il titolo dell'album è preso da un verso della traccia iniziale del disco, I'm Gonna Sit Right Down and Write Myself a Letter.
McCartney, tra le righe dell'intervista con Paul Du Noyer che appare nel booklet dell'album, racconta che «da anni avevo voglia di suonare qualcuna delle vecchie canzoni che la generazione dei miei genitori usava cantare al nuovo anno.»
McCartney incontrò successivamente Tommy LiPuma, indicatogli dal New York Office, e insieme scelsero la lista di brani da inserire nell'album, evitando accuratamente quei brani che tutti tendono a reinterpretare. Subito, LiPuma coinvolse Diana Krall, che partecipò attivamente alla scelta dei brani.
«La scelta dei brani», continua McCartney, «non è legata agli autori, abbiamo scelto in base a ciò che gradivamo, perciò non c'è stato bisogno di pensare a lungo o fare fatica. Era più "Questa mi piace, facciamola."»
McCartney continua poi dicendo che il genere dei brani dell'album «mi attrae. Le persone spesso mi chiedono: "Quali canzoni preferisci? Chi sono i tuoi compositori preferiti?" E io rispondo Cole Porter, i fratelli Ira e George Gershwin persone di questo tipo, perché le canzoni sono molto ricercate. Cheek to Cheek è sempre stata una delle mie canzoni preferite, amo il modo in cui ritorna all'introduzione...» In effetti, Du Noyer elenca brani come Honey Pie al tempo dei The Beatles, o You Gave Me the Answer o Baby's Request con i Wings. Proprio su questa, McCartney si sofferma, dicendo che LiPuma la volle inserire. «L'avevo scritta per i Mills Brothers. Speravo tanto che la eseguissero. Accadde qualcosa, e non l'hanno mai fatta. Non sono nemmeno sicuro che avessero sentito che gliela stavo offrendo.» In verità, i Mills Brothers rifiutarono di incidere il pezzo quando seppero che non avrebbero ricevuto alcun compenso.

### Registrazione
Le prime registrazioni del disco risalgono al marzo-aprile 2011: il contrabbassista John Clayton ha rivelato che venne invitato in studio senza sapere nemmeno di quale progetto si trattasse.
Tra i brani rimasti inediti If I Take You Home Tonight, scritta dallo stesso McCartney.

## Tracce[16]
1. I'm Gonna Sit Right Down and Write Myself a Letter (Fred Ahlert, Joseph Young) - 02:36
2. Home (When Shadows Fall) (Geoffrey Clarkson, Harry Clarkson, Peter Van Steeden) - 04:04
3. It's Only a Papermoon (Harold Arlen, Yip Harburg, Billy Rose) - 02:35
4. More I Cannot Wish You (Frank Loesser) - 03:04
5. The Glory of Love (Billy Hill) - 03:46
6. We Three (My Echo, My Shadow and Me) (Dick Robertson, Nelson Cogane, Sammy Mysels) - 03:22
7. Ac-Cent-Tchu-Ate the Positive (Harold Arlen, Johnny Mercer) - 02:32
8. My Valentine (Paul McCartney) - 03:14
9. Always (Irving Berlin) - 03:49
10. My Very Good Friend the Milkman (Johnny Burke, Harold Spina) - 03:04
11. Bye Bye Blackbird (Lyrics by Mort Dixon, Music by Ray Henderson) - 04:26
12. Get Yourself Another Fool (Frank A. Haywood, Ernest Monroe Tucker) - 04:42
13. The Inch Worm (Frank Loesser) - 03:43
14. Only Our Hearts (Paul McCartney) - 04:21

In aggiunta, nell'edizione deluxe, si trovano:
1. Baby's Request (Paul McCartney) - 03:30
2. My One and Only Love (Robert Mellin, Guy B. Wood) - 03:50

## Musicisti[16]
- Paul McCartney - voce, chitarra acustica
- Diana Krall - pianoforte, cori
- Eric Clapton - chitarra solista sulle tracce 8, 12
- Vinnie Colaiuta - batteria, percussioni sulla traccia 14
- Joe Walsh - chitarra solista sulle tracce 8, 12
- Karriem Riggins - batteria, percussioni sulle tracce 1, 2, 3, 4, 6, 7, 8, 9, 11, 12, 13, 16
- Christian McBride - basso sulla traccia 12
- Robert Hurst - basso sulle tracce 1, 2, 3, 4, 6, 7, 8, 9, 11, 13, 15, 16
- Chuck Berghoffer - basso sulla traccia 14
- John Pizzarelli - chitarra sulle tracce 2, 3, 4, 6, 7, 8, 9, 11, 13
- Bucky Pizzarelli - chitarra sulle tracce 3, 6, 15, 16
- Jeff Hamilton - batteria, percussioni sulle tracce 5, 10
- John Chiodini - chitarra sulla traccia 14
- Tamir Hendelman - pianoforte sulla traccia 14
- Mike Mainieri - vibrafono sulle tracce 2, 4, 5, 6
- Anthony Wilson - chitarra sulle tracce 5, 10, 12
- John Clayton - contrabbasso sulle tracce 5, 10
- Andy Stein - violino sulla traccia 3
- Stevie Wonder - armonica sulla traccia 14
- Ira Nepus - trombone sulle tracce 10, 15